# بطولة العالم المصغرة لكرة الصالات
بطولة العالم المصغرة لكرة الصالات للأندية بالكويت هي أول بطولة مصغرة لعالم كرة الصالات ، وقد أُقيمت في مدينة الكويت ، الكويت ، في الفترة من 10 إلى 26 يوليو 2013.
فاز بالبطولة نادي مصر المقاصة.

## الفرق المتأهلة
لعبت الفرق الستة عشر التالية في البطولة النهائية.
- إم إن كيه ألومنوس زغرب (المركز السادس في الدوري الكرواتي الأول لكرة الصالات 2012–13)
- المحرق (بطل الدوري البحريني لكرة الصالات 2012)
- النصر (لا توجد بطولة محلية)
- السد (بطل دوري قطر لكرة الصالات 2012–13)
- أتليتيكو هويلا (نصف نهائي دوري أرجوس الكولومبي لكرة الصالات 2012)
- تشونبوري بلو ويف (بطل دوري تايلاند لكرة الصالات 2012–13)
- سيتيوس تارغو موريش (بطل الدوري الروماني 2012–13)
- دابيري تبريز (المركز الرابع في الدوري الإيراني الممتاز لكرة الصالات 2012–13)
- إف سي إردر-أتلانتيك (وصيف الدوري الفرنسي لكرة الصالات 2012–13)
- إم إف سي كاردينال ريفنا (المركز السادس في الإكسترا ليغا الأوكرانية لكرة الصالات 2012–13)
- كاظمة (وصيف الدوري الكويتي لكرة الصالات 2012–13)
- مصر المقاصة
- كلوب بينوتشو (بطل بطولة الأرجنتين لكرة الصالات – الدرجة الشرفية 2012)
- القادسية (بطل الدوري الكويتي لكرة الصالات 2012–13)
- سانتياغو (المركز السابع في الدوري الإسباني لكرة الصالات الدرجة الأولى 2012–13)
- سبورت كولونيال (المركز العاشر في الدوري الوطني لكرة الصالات في باراغواي 2012)

## مرحلة المجموعات

### المجموعة أ
| الفريق                  | لعب | ف | ت | خ | له | عليه | فارق | نقاط |
| ----------------------- | --- | - | - | - | -- | ---- | ---- | ---- |
| إم إف سي كاردينال ريفنا | 3   | 3 | 0 | 0 | 9  | 1    | +8   | 9    |
| مصر المقاصة             | 3   | 3 | 0 | 1 | 6  | 3    | +3   | 6    |
| أتليتيكو هويلا          | 3   | 1 | 0 | 2 | 6  | 8    | -2   | 3    |
| النصر                   | 3   | 0 | 0 | 3 | 1  | 10   | -9   | 0    |

| كاردينال ريفني                               | 2 - 0 | النصر |
| -------------------------------------------- | ----- | ----- |
| أوليكساندر بوندار 13' · تشيرنيينكو أندري 28' | تقرير |       |

| أتليتيكو هويلا           | 1 - 2 | مصر المقاصة                            |
| ------------------------ | ----- | -------------------------------------- |
| خون ألكسندر رودريغيز 22' | تقرير | أحمد حسين عثمان 35' · رمضان سماصري 39' |

| كاردينال ريفني                            | 2 - 1 | مصر المقاصة |
| ----------------------------------------- | ----- | ----------- |
| أوليكساندر بوندار 33' · سيرهي بيدوبني 37' | تقرير | ميزو 18'    |

| أتليتيكو هويلا | 5 - 1 | النصر          |
| --- | ----- | -------------- |
| جيفرسون مورينو روديا 30' · خيسوس فرناندو تيخادا بونييا 34' · ميلر إدواردو كابريرا 36'، 38' · خون ألكسندر رودريغيز 37' | تقرير | يحيى الشهري 3' |

| كاردينال ريفني                                                         | 5 - 0 | أتليتيكو هويلا |
| ---------------------------------------------------------------------- | ----- | -------------- |
| تشيرنيينكو أندري 9'، 13'، 39' · سيرغي تريغوبتس 21' · فارينيك أرتيم 38' | تقرير |                |

| مصر المقاصة | 3 - 0 | النصر |
| ----------- | ----- | ----- |
|             | تقرير |       |

### المجموعة ب
| الفريق              | لعب | ف | ت | خ | له | عليه | فارق | نقاط |
| ------------------- | --- | - | - | - | -- | ---- | ---- | ---- |
| المحرق              | 3   | 2 | 0 | 1 | 8  | 5    | +3   | 6    |
| بينوشو              | 3   | 2 | 0 | 1 | 8  | 7    | +1   | 6    |
| سيتييوس تارجو موريش | 3   | 2 | 0 | 1 | 11 | 11   | 0    | 6    |
| إردر-أتلانتيك       | 3   | 0 | 0 | 3 | 8  | 12   | -4   | 0    |

| بينوشو                         | 2 - 1 | المحرق            |
| ------------------------------ | ----- | ----------------- |
| لوكاس ماينا 4' · ألان كالو 15' | تقرير | علي صالح فريح 14' |

| سيتي أوس تارغو موريس                                                | 6 - 4 | إردر أتلانتيك                                       |
| ------------------------------------------------------------------- | ----- | --------------------------------------------------- |
| دوميترو ستويكا 1' · كوزمين غيرمان 4'، 21' · روبرت لوبو 6'، 15'، 38' | تقرير | خافيير مورينو 12'، 30'، 37' · سيلسو سانز سيندون 18' |

| بينوشو                                              | 3 - 2 | إردر أتلانتيك                               |
| --------------------------------------------------- | ----- | ------------------------------------------- |
| لوكاس ماينا 31' · ماورو كويتكلا 36' · ألان كالو 38' | تقرير | سيلسو سانز سيندون 4' · أنخيل أياسو بيكو 16' |

| سيتي أوس تارغو موريس | 1 - 4 | المحرق                                                                  |
| -------------------- | ----- | ----------------------------------------------------------------------- |
| بوغدان كوفاتشي 30'   | تقرير | جاسم صالح 1' · علي صالح فريح 16' · أحمد محمد 34' · محمود عبد الرحمن 39' |

| بينوشو                                                 | 3 - 4 | سيتي أوس تارغو موريس                              |
| ------------------------------------------------------ | ----- | ------------------------------------------------- |
| لوكاس ماينا 16' · جابرييل فافاسولي 28' · ألان كالو 37' | تقرير | كريستيان ماريوس ماتي 7'، 7'، 35' · روبرت لوبو 13' |

| إردر أتلانتيك                        | 2 - 3 | المحرق                                              |
| ------------------------------------ | ----- | --------------------------------------------------- |
| روبرتو غارسيا 3' · كريم بن تيفور 36' | تقرير | إيغور فرناندو جالفاو 9'، 16' · محمود عبد الرحمن 39' |

### المجموعة ج
| الفريق         | لعب | ف | ت | خ | له | عليه | فارق | نقاط |
| -------------- | --- | - | - | - | -- | ---- | ---- | ---- |
| السد           | 3   | 1 | 2 | 0 | 10 | 8    | +2   | 5    |
| القادسية       | 3   | 1 | 1 | 1 | 14 | 7    | +7   | 4    |
| سبورت كولونيال | 3   | 1 | 1 | 1 | 6  | 7    | -1   | 4    |
| دابيري تبريز   | 3   | 0 | 2 | 1 | 9  | 17   | -8   | 2    |

| دابيري تبريز                                 | 4 - 4 | السد                                                         |
| -------------------------------------------- | ----- | ------------------------------------------------------------ |
| وحيد شمسائي 2'، 28'، 38' · نصر الله مؤمن 29' | تقرير | إسماعيل أحمد 21' · سامر سامي وحيد 28'، 33' · رودريغوينهو 28' |

| سبورت كولونيال          | 2 - 1 | القادسية     |
| ----------------------- | ----- | ------------ |
| إنمانويل أيالا 22'، 39' | تقرير | مارسينهو 23' |

| دابيري تبريز                                          | 3 - 11 | القادسية |
| ----------------------------------------------------- | ------ | --- |
| رشيد غليبور 24' · وحيد شمسائي 28' · مهران رضا بور 37' | تقرير  | تياغو إغناتيوك 1'، 22' · مارسينهو 8' · رافائيل سوا 14'، 16'، 26' · جابرييل مارتينز 28' · رافائيل نوفايس 29'، 31'، 38'، 39' |

| سبورت كولونيال              | 2 - 4 | السد                                                                        |
| --------------------------- | ----- | --------------------------------------------------------------------------- |
| ماجنو دانيال سيلفا 33'، 34' | تقرير | إسماعيل أحمد 2' · رودريغوينهو 32' · عمرو محسن 38' · فلافيو باريتو أرنتس 39' |

| دابيري تبريز                         | 2 - 2 | سبورت كولونيال                             |
| ------------------------------------ | ----- | ------------------------------------------ |
| فرهاد فخيم 29' · جواد أصغري مقدم 36' | تقرير | ماجنو دانيال سيلفا 6' · إنمانويل أيالا 28' |

| القادسية                      | 2 - 2 | السد                                     |
| ----------------------------- | ----- | ---------------------------------------- |
| مارسينهو 2' · رافائيل سوا 31' | تقرير | رودريغوينهو 6' · فلافيو باريتو أرنتس 23' |

### المجموعة د
| الفريق           | لعب | ف | ت | خ | له | عليه | فارق | نقاط |
| ---------------- | --- | - | - | - | -- | ---- | ---- | ---- |
| سانتياغو         | 3   | 3 | 0 | 0 | 6  | 1    | +5   | 9    |
| ألومنوس زغرب     | 3   | 1 | 1 | 1 | 5  | 5    | 0    | 4    |
| تشونبوري بلو ويف | 3   | 1 | 1 | 1 | 6  | 7    | -1   | 4    |
| كاظمة            | 3   | 0 | 0 | 3 | 3  | 7    | -4   | 0    |

| سانتياغو     | 1 - 0 | كاظمة |
| ------------ | ----- | ----- |
| كوينتيلا 30' | تقرير |       |

| ألومنوس زغرب           | 2 - 2 | تشونبوري بلو ويف                 |
| ---------------------- | ----- | -------------------------------- |
| هيرويڤو بينافا 2'، 38' | تقرير | كريتسادا وونغكايو 22' · شابا 39' |

| سانتياغو                       | 3 - 1 | تشونبوري بلو ويف    |
| ------------------------------ | ----- | ------------------- |
| حمزة 7' · ألان براندي 21'، 22' | تقرير | ناتاوات ماديلان 29' |

| ألومنوس زغرب                                      | 3 - 1 | كاظمة                      |
| ------------------------------------------------- | ----- | -------------------------- |
| هيرويڤو بينافا 24'، 32' · كريستيجان بوستروزين 39' | تقرير | دانيال إيبانيز كايتانو 36' |

| سانتياغو                   | 2 - 0 | ألومنوس زغرب |
| -------------------------- | ----- | ------------ |
| ألان براندي 1' · ديفيد 14' | تقرير |              |

| تشونبوري بلو ويف                                                 | 3 - 2 | كاظمة                                       |
| ---------------------------------------------------------------- | ----- | ------------------------------------------- |
| ساراووت جايبِتش 16' · سوفاوت ثويانكلانغ 27' · ناتاوات ماديلان 33' | تقرير | جواو فييرا 29' · دانيال إيبانيز كايتانو 30' |

## مرحلة خروج المغلوب
|  | ربع النهائي                         | ربع النهائي                         |                                     |          | نصف النهائي   | نصف النهائي   |  |  | النهائي                             | النهائي |
|  |                                     |                                     |                                     |          |               |               |  |  |                                     |         |
|  | 22 يوليو - قاعة كاظمة، مدينة الكويت |                                     |                                     |          |               |               |  |  |                                     |         |
|  |                                     |                                     |                                     |          |               |               |  |  |                                     |         |
|  | كاردينال ريفني                      | 3                                   |                                     |          |               |               |  |  |                                     |         |
|  | كاردينال ريفني                      | 3                                   | 24 يوليو - قاعة كاظمة، مدينة الكويت |          |               |               |  |  |                                     |         |
|  | القادسية                            | 0                                   |                                     |          |               |               |  |  |                                     |         |
|  | القادسية                            | 0                                   | كاردينال ريفني                      | 2        |               |               |  |  |                                     |         |
|  | 22 يوليو - قاعة كاظمة، مدينة الكويت |                                     | كاردينال ريفني                      | 2        |               |               |  |  |                                     |         |
|  |                                     | ألومنوس زغرب                        | 1                                   |          |               |               |  |  |                                     |         |
|  | المحرق                              | ألومنوس زغرب                        | 1                                   | 1        |               |               |  |  |                                     |         |
|  | المحرق                              |                                     | 26 يوليو - قاعة كاظمة، مدينة الكويت | 1        |               |               |  |  |                                     |         |
|  | ألومنوس زغرب                        | 5                                   |                                     |          |               |               |  |  |                                     |         |
|  | ألومنوس زغرب                        | 5                                   | كاردينال ريفني                      | 1        |               |               |  |  |                                     |         |
|  | 23 يوليو - قاعة كاظمة، مدينة الكويت |                                     | كاردينال ريفني                      | 1        |               |               |  |  |                                     |         |
|  |                                     | مصر المقاصة                         | 3                                   |          |               |               |  |  |                                     |         |
|  | السد                                | مصر المقاصة                         | 3                                   | 1 (1)    |               |               |  |  |                                     |         |
|  | السد                                | 24 يوليو - قاعة كاظمة، مدينة الكويت |                                     | 1 (1)    |               |               |  |  |                                     |         |
|  | مصر المقاصة                         | 1 (3)                               |                                     |          |               |               |  |  |                                     |         |
|  | مصر المقاصة                         | 1 (3)                               | مصر المقاصة                         | 3        | المركز الثالث | المركز الثالث |  |  |                                     |         |
|  | 23 يوليو - قاعة كاظمة، مدينة الكويت |                                     | مصر المقاصة                         | 3        | المركز الثالث | المركز الثالث |  |  |                                     |         |
|  |                                     | سانتياغو                            | 2                                   |          |               |               |  |  |                                     |         |
|  | سانتياغو                            | سانتياغو                            | 2                                   | 4        | ألومنوس زغرب  | 1             |  |  |                                     |         |
|  | سانتياغو                            |                                     |                                     | 4        | ألومنوس زغرب  | 1             |  |  |                                     |         |
|  | بينوشو                              | 3                                   |                                     | سانتياغو | 2             |               |  |  |                                     |         |
|  | بينوشو                              | 3                                   |                                     |          | 2             |               |  |  |                                     |         |
|  |                                     |                                     |                                     |          |               |               |  |  | 25 يوليو - قاعة كاظمة، مدينة الكويت |         |
|  |                                     |                                     |                                     |          |               |               |  |  |                                     |         |

### ربع النهائي
| كاردينال ريفني                                                  | 3 - 0 | القادسية |
| --------------------------------------------------------------- | ----- | -------- |
| أوليكسندر بوندار 27' · سيرجي بيدوبني 33' · تشيرنيينكو أندري 39' | تقرير |          |

| المحرق        | 1 - 5 | ألومنوس زغرب                                      |
| ------------- | ----- | ------------------------------------------------- |
| أحمد محمد 39' | تقرير | ماتيا كابر 7'، 37' · هيرويڤو بينافا 17'، 21'، 38' |

| السد              | 1 - 1 (ر.ت.) 1 – 3 | مصر المقاصة                 |
| ----------------- | ------------------ | --------------------------- |
| سامر سامي وحيد 4' | تقرير              | أيمن إبراهيم عبد القادر 24' |

| سانتياغو                                    | 4 - 3 | بينوشو                                                     |
| ------------------------------------------- | ----- | ---------------------------------------------------------- |
| ديفيد 6' · ديفيد بازوس 24'، 29' · لوتشو 36' | تقرير | لوكاس ماينا 9' · لوكاس شيانيلي 14' · جيرمان آبل كورازّا 38' |

### نصف النهائي
| كاردينال ريفني                           | 2 - 1 | ألومنوس زغرب   |
| ---------------------------------------- | ----- | -------------- |
| أوليكسندر بوندار 30' · سيرجي بيدوبني 40' | تقرير | جوسيب يوريك 8' |

| مصر المقاصة                                                | 3 - 2 | سانتياغو                      |
| ---------------------------------------------------------- | ----- | ----------------------------- |
| أحمد يسري عبد اللطيف 9'، 14' · أيمن إبراهيم عبد القادر 27' | تقرير | ألان براندي 7' · كوينتيلا 23' |

### مباراة تحديد المركز الثالث
| ألومنوس زغرب    | 1 - 2 | سانتياغو                    |
| --------------- | ----- | --------------------------- |
| جوسيب يوريك 31' | تقرير | ديفيد 17' · ألان براندي 19' |

### النهائي
| كاردينال ريفني       | 1 - 3 (ب.و.إ.) | مصر المقاصة                                                            |
| -------------------- | -------------- | ---------------------------------------------------------------------- |
| أوليكسندر بوندار 20' | تقرير          | أيمن إبراهيم عبد القادر 16' · محمد إبراهيم إدريس 47' · رمضان سمسري 50' |

## الجوائز
| بطولة العالم المصغرة لكرة الصالات 2013 |
| -------------------------------------- |
| مصر                                    |
| مصر المقاصة اللقب الأول                |

- أفضل لاعب
  -  ألان براندي
- الهداف
  -  هرفوي بينافا (7 أهداف)
- أفضل حارس
  -  دينيوجكين فيتاليي
- أفضل لاعب شاب
  -  كريستيان بوستروزين
- جائزة اللعب النظيف
  -  ألومنوس زغرب

## قائمة الهدافين
7 أهداف
- هرفوي بينافا (إم إن كيه ألومنوس زغرب)

5 أهداف
- تشيرنيينكو أندري (إم إف سي كاردينال ريفني)
- ألان براندي (سانتياغو فوتسال)
- أوليكسندر بوندار (إم إف سي كاردينال ريفني)

4 أهداف
- رافائيل نوفايس (القادسية)
- رافائيل سوا (القادسية)
- واحد شماسعي (دابيري تبريز)
- لوكاس ماينا (بينوتشو)
- روبرت لوبو (سيتي أوس ترجو مورش)

3 أهداف
- آلان كالو (بينوتشو)
- إنمانويل أيالا (سبورت كولونيال)
- كريستيان ماريوس ماتي (سيتي أوس ترجو مورش)
- سيرهي بيدبوبني (إم إف سي كاردينال ريفني)
- خافيير مورينو (إردري-أتلانتيك)
- ديفيد (سانتياغو فوتسال)
- ماغنو دانييل سيلفا (سبورت كولونيال)
- أيمن إبراهيم عبد القادر (ميسر لمحافظة)
- مارسينهو (القادسية)
- رودريغوينيو (السد)
- سامر سامي وحيد (السد)

هدفين
- ميلر إدواردو كابريرا (أتليتيكو هويلا)
- جون ألكسندر رودريغيز (أتليتيكو هويلا)
- علي صالح فريح (المحرق)
- محمود عبد الرحمن (المحرق)
- أحمد محمد (المحرق)
- أحمد يسري عبد اللطيف (ميسر لمحافظة)
- رمضان سماسري (ميسر لمحافظة)
- ناتاوت ماديالان (تشونبوري بلو ويف فوتسال)
- سيلسو سانز سيندون (إردري-أتلانتيك)
- كوسمين غيرمان (سيتي أوس ترجو مورش)
- إسماعيل أحمد (السد)
- إيغور فرناندو جالفاو (المحرق)
- جوسيب جوريتش (إم إن كيه ألومنوس زغرب)
- ديفيد بازوس (سانتياغو فوتسال)
- كوينتيلا (سانتياغو فوتسال)
- دانييل إيبانيز كايتانو (كاظمة)
- فلافيو باريتو أرانتس (السد)
- تياغو إغناتيوك (القادسية)
- ماتييا كابر (إم إن كيه ألومنوس زغرب)

1 هدف
- لوكاس شيانيلي (بينوتشو)
- جيرمان آبل كورازا (بينوتشو)
- ماورو كويتغلا (بينوتشو)
- جابرييل فافاسولي (بينوتشو)
- جيفرسون مورينو رويدا (أتليتيكو هويلا)
- خيسوس فرناندو تيجادا بونيلا (أتليتيكو هويلا)
- أنخيل أييوسو بيكو (إردري-أتلانتيك)
- روبرتو غارسيا (إردري-أتلانتيك)
- حمزة (سانتياغو فوتسال)
- لوشو (سانتياغو فوتسال)
- جاسم صالح (المحرق)
- سيرهي تريغوبيتس (إم إف سي كاردينال ريفني)
- فارينيوك أرتيم (إم إف سي كاردينال ريفني)
- ميزو (ميسر لمحافظة)
- أحمد حسين (ميسر لمحافظة)
- محمد إبراهيم إدريس (ميسر لمحافظة)
- شابا (تشونبوري بلو ويف فوتسال)
- جابرييل مارتينز (القادسية)
- يحيى الشهري (النصر)
- كريستيان بوستروزين (إم إن كيه ألومنوس زغرب)
- كريم بنتيفور (إردري-أتلانتيك)
- جواو فييرا (كاظمة)
- نصرالله مومن (دابيري تبريز)
- رشيد غليبور (دابيري تبريز)
- مهران رضاپور (دابيري تبريز)
- فرهاد فخيم (دابيري تبريز)
- جواد أصغري مقدم (دابيري تبريز)
- عمرو محسن (السد)
- سراوت جايبيتش (تشونبوري بلو ويف فوتسال)
- سوفاووت ثويانكلانغ (تشونبوري بلو ويف فوتسال)
- كريتسادا وونغكاو (تشونبوري بلو ويف فوتسال)
- دوميترو ستويكا (سيتي أوس ترجو مورش)
- بوغدان كوفاتشي (سيتي أوس ترجو مورش)

## وصلات خارجية
- الموقع الرسمي (بالإنجليزية)
- Futsal Planet (بالإنجليزية)